# OKO (clădire)
OKO este un complex de zgârie-nori în Centrul de afaceri Internațional din Moscova.